# Bataille de Khafji
Guerre du Golfe
Batailles
- Bataille des ponts
- Prise du palais Dasman
- Bataille de l'île de Failaka
- Vol British Airways 149

- Opération Bouclier du désert
- Opération Artimon
- Busiris
- Salamandre
- Tempête du désert
- Daguet
- Bataille d'Ad-Dawrah
- Bataille de Khafji
- Bataille au large de Bubiyan
- Bataille de Hafar Al-Batin
- Highway of Death
- Bataille de 73 Easting
- Medina Ridge
- Aérodrome de Jalibah
- Bataille de Norfolk

- Aérodrome de Safwan
- Bataille de Rumaila

La bataille de Khafji a été le premier grand engagement terrestre de la guerre du Golfe (1990-1991). Elle a eu lieu dans et autour de la ville saoudienne de Khafji, à partir du 29 janvier jusqu'au 1er février 1991 et a marqué le point culminant de la campagne aérienne de la Coalition au Koweït et en Irak, qui a débuté le 17 janvier 1991.
Cette bataille est une démonstration de la puissance aérienne moderne, montrant que celle-ci peut parvenir à stopper et vaincre des opérations terrestres d'envergure, elle illustre ainsi le concept fondamental de la supériorité aérienne. Elle a également été un baptême du feu majeur pour les armées saoudienne et qatarienne. Bien que la capture de Khafji a servi à des fins de propagande pour le régime de Saddam Hussein, sa reconquête ultérieure a fortement augmenté le moral des troupes de la Coalition.

## Contexte historique

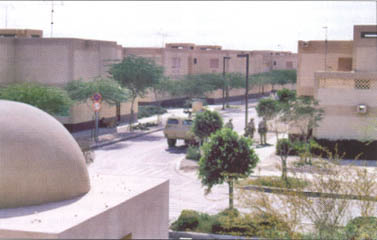
La ville de Khafji avant la bataille.

Saddam Hussein, dirigeant de l'Irak, souhaitait attirer les forces de la Coalition dans des combats au sol, ces dernières menant une campagne aérienne contre l'armée irakienne depuis le 17 janvier 1991. Les défenses anti-aériennes et l'armée de l'air irakiennes ont été largement surpassées par l'aviation de la Coalition. Les tirs de Scud contre Israël et les raffineries pétrolières saoudiennes devaient provoquer une intervention au sol par la Coalition. Dès lors, les forces irakiennes, stationnées au Koweït, lancent une offensive sur Khafji, ville saoudienne située près de la frontière avec le Koweït. La 1re division mécanisée ainsi que la 3e division blindée et la 5e division mécanisée dépendant du IIIe corps sous le commandement du général de division Salah Aboud Mahmoud avaient pour objectif de capturer la ville.

## Déroulement de la bataille

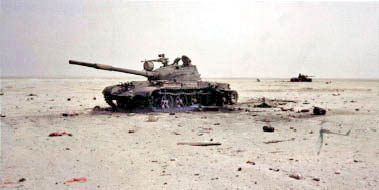
Un T-62 irakien hors de combat après la bataille.

Dès le 29 janvier, la 6e brigade blindées de l'armée irakienne de 2 000 hommes équipée de T-55 pénètre dans la ville, sans véritable défense, et l'occupe. Aussitôt, des unités du Corps des Marines des États-Unis équipées entre autres de LAV-25 engagent le combat. Elles bénéficient du puissant appui aérien rapproché des avions de la Coalition qui bloquent une bonne partie des unités irakiennes sur leur ligne de départ ainsi que par deux bataillons de la Garde nationale saoudienne disposant de Commando V-150 et deux compagnies de chars AMX-30 qatariennes. Trois des quatre forces opérationnelles de la 5e division mécanisée, de la taille d'un bataillon, ont été repoussées par les Marines, la quatrième pénètre dans la ville et sera détruite. Le 30 janvier 1991, alors que la division franchissait la frontière pour l'attaque principale, la 26e brigade blindée est piégée dans un champ de mines et subit de nombreux dégâts. Le général Salah Aboud Mahmoud arrête l'offensive, car il pense qu'il est impossible d'exécuter le plan complet.
La coalition reprend le contrôle de Khafji, qui est déclarée sécurisée le 1er février. Les pertes de la Coalition sont de 43 morts et 52 blessés dont plusieurs à la suite de tirs amis ainsi qu'un AMX-30 entre autres. Les pertes irakiennes sont quant à elles estimées à 60  à   300 morts, auxquelles s'ajoutent 400 prisonniers.
La destruction, au petit matin du 31 janvier, d'un avion gunship américain AC-130H Spectre par un soldat irakien équipé d'un lance-missiles sol-air soviétique Strela-2, et la mort de ses 14 membres d'équipage, sont la perte la plus importante de la Coalition.

## Conséquences
L'armée irakienne se retire du territoire saoudien après la bataille, étant en pleine débâcle sur tout le front. À partir de la mi-février, la Coalition lance une offensive afin de libérer le Koweït. Le conflit prendra fin le 28 février après la signature d'un cessez-le-feu.
La zone a été déclarée à nouveau saine (et sans mines) en 1995.

### Dans la culture populaire
Le jeu vidéo sorti en 2002, Conflict: Desert Storm s'inspire de cette bataille.